# Aethionema polygaloides
Aethionema polygaloides är en korsblommig växtart som beskrevs av Dc. Aethionema polygaloides ingår i släktet Aethionema och familjen korsblommiga växter. Inga underarter finns listade i Catalogue of Life.